# Isola degli Spinaroni
L'Isola degli Spinaroni è un'isoletta della Piallassa di Ravenna, nota per essere stata sede del "Terzo Lori", VI Distaccamento della Brigata Partigiana Garibaldi, dal settembre al dicembre 1944.
L'isolotto prende il nome dall'arbusto detto "spinarone", nome dialettale dell'olivello spinoso (Hippophae Rhamnoides), che fino agli anni '60 lo ricopriva pressoché interamente.
Negli anni '60, il definitivo imbrigliamento entro argini fino al mare del fiume Lamone (la cui foce si trova ora a nord di Marina Romea), che fino ad allora disperdeva le sue acque nella Piallassa,  ha provocato profonde trasformazioni del territorio.
In particolare, la maggiore salinità delle acque ha determinato una drastica riduzione di molte specie vegetali ed animali, fra cui anche la quasi totale estinzione dell'olivello spinoso, del quale, nell'isola, resta oggi un unico esemplare.